# Ignacio Hidalgo de Cisneros
Ignacio Hidalgo de Cisneros y López-Montenegro (Vitoria, 11 luglio 1894 – Bucarest, 9 febbraio 1966) è stato un aviatore e generale spagnolo. Fu il comandante dell'Aviazione militare repubblicana durante la Guerra civile spagnola.

## Biografia

### Gli inizi della carriera
Di famiglia aristocratica desiderò fin da bambino intraprendere la carriera militare. Nel 1912 entrò nella Accademia militare di Avila e nel 1920 divenne pilota. Destinato in Marocco partecipò tra il 1921 e il 1925 alla Guerra del Rif contro la resistenza animata dal condottiero locale Abd el-Krim.
In quanto pilota ebbe modo di entrare in contatto con i più alti gradi delle forze armate spagnole, che trasportava da un lato all'altro dello Stretto di Gibilterra, e di rendersi conto delle profonde divergenze politiche che le animavano. Prese a simpatizzare per l'ala progressista e nel 1930 aderì al Patto di San Sebastián che mirava all'instaurazione della repubblica. dopo il fallimento del tentativo insurrezionale di dicembre fu costretto ad andare in esilio ma poté rientrare pochi mesi dopo, grazie alla proclamazione della Seconda repubblica spagnola nell'aprile 1931.

### Repubblica e guerra civile
L'avvento della Repubblica lo trasformò in un personaggio celebre, si sposò con la scrittrice Constancia de la Mora y Maura, un'aristocratica anch'essa di idee progressiste, e venne nominato addetto aeronautico presso l'Ambasciata a Roma. In occasione del fallimento dei moti rivoluzionari del 1934 organizzò la fuga all'estero del leader socialista Indalecio Prieto nascondendolo nel portabagagli della sua auto. Con la vittoria del Fronte popolare nel febbraio 1936 rientrò in Spagna e divenne comandante in seconda (2* jefe) della 1ª squadra aeronautica.
All'inizio della guerra civile si trovava a Madrid. Era uno dei pochi comandanti esperti dell'Aeronautica rimasti fedeli alla Repubblica, compì diverse missioni aeree nella prima fase del conflitto diventando di fatto il capo delle forze aeree lealiste. Ruolo che gli venne affidato ben presto anche formalmente con la promozione a generale.
L'esercizio delle sue funzioni era reso difficile da un lato dalla preponderanza aerea del Bando nacional (che poteva contare sull'apporto dell'Aviazione Legionaria italiana e della Legione Condor tedesca) e dall'altra dalla invadenza degli alti ufficiali dell'Unione sovietica (che forniva buona parte dei rifornimenti militari alla Repubblica) ma comunque svolse i suoi compiti "con efficienza e valore" e riuscì ad organizzare formazioni efficienti sia da caccia che da bombardamento costituite esclusivamente da personale spagnolo. Secondo alcuni storici, tuttavia, le decisioni di rilievo erano assunte dai sovietici senza nemmeno consultarlo.
Verso la metà del conflitto si iscrisse al Partito comunista, che considerava l'unico capace di esercitare una direzione efficace della guerra. Nell'ottobre 1938 venne inviato dal Presidente del consiglio Juan Negrín in Russia per ottenere lo sblocco delle forniture militari, dopo un breve incontro con Stalin e con Molotov ottenne il risultato sperato, ma il tracollo della Repubblica non permise di utilizzare il materiale ottenuto.

### L'esilio
Dopo la sconfitta (aprile 1939) esulò in Francia dove si prodigò negli aiuti ai profughi dell'aviazione repubblicana. Con lo scoppio della Seconda guerra mondiale passò in Unione sovietica dove gli venne offerto un alto grado militare (che rifiutò), fu poi in Messico e successivamente in Romania. Scrisse diversi libri di memorie. Morì a Bucarest per un attacco di cuore e solo nel 1994 la sua salma è tornata in patria per essere inumata nella tomba di famiglia a Vitoria